# الإذاعة والتلفزيون الألبانية
راديو وتلفزيون شقيبتار أو الإذاعة والتلفزيون الألبانية (بالألبانية:[ˈɾadiɔ tɛlɛviziˈɔni ʃcipˈtaɾ];) (بالإنجليزية: "Albanian Radio and Television"); تسمى في الغالب (RTSH) ( [ɾətəˈʃə] ) هي شركة الإذاعة العامة الوطنية في ألبانيا. تأسست عام 1938، وتُشغل العديد من القنوات الإذاعية والتلفزيونية عبر شبكة إرسال محلية بالإضافة إلى الأقمار الصناعية. أطلقت خدمة التلفزيون الدولية عبر القمر الصناعي لخدمة أر تي أس أتش سات (RTSH Sat) ( TVSH Sat سابقًا) في عام 1993 وتستهدف المجتمعات الناطقة باللغة الألبانية في كوسوفو وصربيا ومقدونيا الشمالية والجبل الأسود وشمال اليونان ، بالإضافة إلى الشتات الألباني في بقية أوروبا . يتم تمويلها من خلال مجموعة من الإعلانات التجارية، ورسوم ترخيص سنوية تبلغ 10.00 دولارًا أمريكيًا  ومنحة من الحكومة الألبانية.
هناك 12 قناة تلفزيونية في جهاز الإرسال المتعدد الأول و11 قناة إذاعية. يدير أيضًا نظام الإرسال القنوات المتعدد للأقمار الصناعية مع 7 قنوات. أر تي أس أتش 1 (RTSH 1)هي القناة العامة الرائدة. أر تي أس أتش 2 (RTSH 2) مخصصة للمجتمعات المتخصصة، بما في ذلك الأقليات الثقافية والعرقية، وتبث إصدارات إخبارية باللغات اليونانية والجبل الأسود والأرومانية.أر تي أس أتش 3 (RTSH 3) مخصص للمواطنين الألبان الذين يعيشون في الخارج. لدى الشركة أيضًا قنوات مخصصة للأخبار (RTSH-24)، والرياضة، والموسيقى، والأطفال، وما إلى ذلك. بالإضافة إلى ذلك، تخدم أربع محطات إذاعية وتلفزيونية إقليمية للمناطق المحلية في غيروكاستر وكورتشي وشكودر وكوكيس.
تبث خدمة الراديو الدولية برامج إذاعية باللغة الألبانية وسبع لغات أخرى عبر راديو الإنترنت والراديو على القمر الصناعي وعلى أو تي تي (OTT) مع تطبيق لكل من أجهزة أي أو أس وأندرويد. تم إيقاف البث على الموجة المتوسطة (AM) والموجة القصيرة (SW) في عام 2017.
الشركة عضو نشط في اتحاد البث الأوروبي . تنظم المسابقة الموسيقية فيستيفال أي كنجيس (Festivali i Këngës) ، والتي يتم بثها كل عام منذ افتتاحها عام 1962. منذ عام 2003، حددت منظمة فيستيفال أي كنجيس أيضًا ممثل ألبانيا في مسابقة الأغنية الأوروبية .

## التاريخ

#### التطور المبكر
أطلق الملك زوغ والملكة جير الدين أبوني راديو تيرانا في عام 1938.
تعود بدايات RTSH إلى إنشاء راديو تيرانا في 28 نوفمبر 1938. تم إطلاق أول محطة إذاعية ألبانية على يد الملك زوغ الأول (1895-1961) والملكة جيرالدين أبوني (1915-2002) في حفل أقيم في مبنى بلدية تيرانا السابق.
قبل عام من ذلك، تم تشغيل جهاز إرسال قصير الموج بقدرة 3 كيلووات على تردد 40 مترًا في لابراك (تيرانا)، وكان مخصصًا بشكل رئيسي للاتصالات، ولكنه استخدم أيضًا لبث 3 ساعات من البرامج يوميًا. كانت البث الأول يتضمن غناء كوراليًا، حيث غنى جورجي ترويا وماريا كرايا مقطوعة تمهيدية، تلتها نغمة صوت كاليوبي نوشي الفريدة التي نطقت بالعبارة التالية: "Mirëdita, kjo është Radio Tirana" (بالعربية: مرحبا، هذه إذاعة تيرانا). وقد شكل هذا رسميًا أول بث لراديو تيرانا. في عام 1987، تم بث 66 ساعة من البرامج بـ 20 لغة أجنبية يوميًا.

#### المقر الرئيسي في تيرانا
في عام 1959، أسس مدير راديو تيرانا في ذلك الوقت، بيترو كيتا، أول مركز تجريبي للتلفزيون لتوفير الأساس للتلفزيون الألباني اللاحق، TVSH. باستخدام معدات من الاتحاد السوفيتي وألمانيا الشرقية، أُجري أول برنامج تجريبي في 29 أبريل 1960، في الساعة 6:00 مساءً وقدمته الصحفية ستولي بيلي. وكان الإطلاق الرسمي مقررًا في 1 مايو 1960. تم بث أفلام للأطفال ثم برامج للكبار، ثلاث مرات في الأسبوع لمدة حوالي ساعة واحدة. تم إطلاق برامج التلفزيون بانتظام بحلول عام 1971. بدأت البث بالألوان في عام 1981، وأصبحت منتظمة بحلول عام 1982. في عام 2002، احتل TVSH المرتبة الثانية بحصة جمهور تبلغ 17.1%. بدأ القناة الثانية، TVSH 2، البث التجريبي في عام 2003. في عام 2012، أطلقت RTSH عدة قنوات رقمية فقط.

## الإنتاجات الخاصة
- تُنتج RTSH مسابقة الأغاني الوطنية السنوية، "Festivali i Këngës". ويكون الفائز في المسابقة مُمثل ألبانيا في مسابقة يوروفيجن للأغاني.
- لقد أنتجت RTSH أكثر المسلسلات التلفزيونية الألبانية تميزًا، مثل "Njerëz dhe Fate"، و"Dhimbja e Dashurisë"، وسلسلة الراديو "Rruga me Pisha".
- كانت مسابقة ملكة جمال ألبانيا وملكة جمال أوروبا من بين مسابقات الموضة التي نظمتها RTSH في التسعينيات.